# Calanque du Devenson

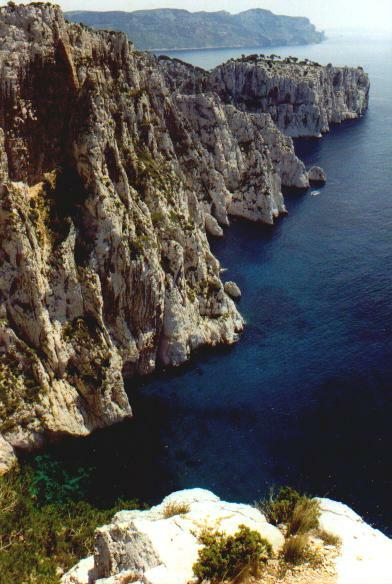
Les falaises du Devenson et au loin celles de Cassis

La calanque du Devenson, est l'une des nombreuses calanques et criques sises au pied des falaises du Devenson. Elle se situe dans le 9e arrondissement de Marseille, dans le quartier de Vaufrèges. Elle fait partie du massif des Calanques qui se trouve sur le littoral entre Marseille et Cassis.
Isolée, sauvage, protégée par de hautes falaises dépassant parfois les 200 m, elle n'est accessible que par bateau, en rappel ou par le sentier de la corniche Paretti qui compte parmi les plus difficiles du massif, par son exposition et la complexité de son cheminement.
Les falaises du Devenson sont également un haut lieu de l'escalade de grande difficulté qui attire les grimpeurs de tous horizons pour ses voies d'ampleur et la beauté exceptionnelle du site.

## Toponymie
Mot provençal faisant référence à l'exposition, plein sud, de la falaise d'après le parc, mais plus probablement en référence à des pâturages ou des bois communaux réglementés, à l'instar du marais des Defends, à l'opposé de la France dans les marais de Carentan, ou plus près, les defends à Lamanon, Ayguières etc. Il ne se prononce donc pas à l'anglaise.